# 小溪 (瓯江)

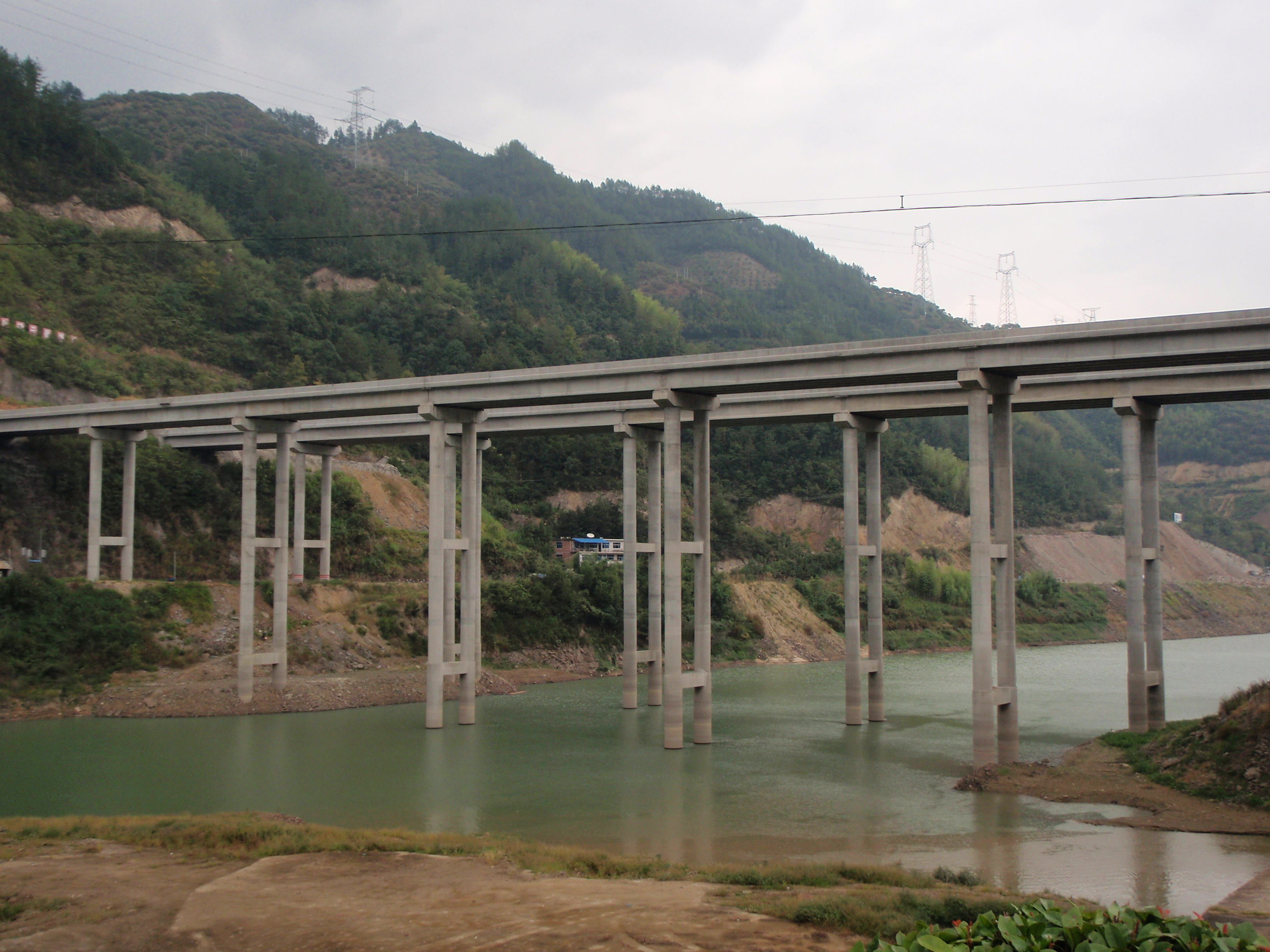
景宁县城北小溪上的云景高速公路桥。

小溪，位于中华人民共和国浙江省丽水市东南部，是瓯江右岸支流，因河宽、水深较瓯江干流大溪段为小，故名。源头称杨溪，发源于庆元县岭头乡杨家庄村鱼树坑以西，百山祖南麓大毛峰，蜿蜒向东北流，流经张村乡（此段也称南阳溪）、景宁畲族自治县毛垟乡（此段也称毛垟溪）、沙湾镇、标溪乡、梧桐乡、大均乡、渤海镇、滩坑水库（千峡湖）、青田县巨浦乡、仁宫乡等地区，于青田县瓯南街道湖边村注入瓯江三溪口电站水库库区。河长219.1千米，流域面积3574平方千米，年均径流量36.7亿立方米。